# Christman Genipperteinga
Christman Genipperteinga či Gniperdoliga († 26. června 1581) byl pravděpodobně fiktivní německý sériový vrah a bandita ze 16. století. Říká se, že během 13 let, od roku 1569 až do svého zajetí v roce 1581, zavraždil 964 lidí. Ačkoli se záznamy o údajných zločinech Genipperteingiho poprvé objevily krátce po jeho smrti, počínaje rokem 1581, historici si jeho existencí nejsou jisti. Podobné příběhy o dalších sériových vrazích kolovaly ve Svaté říši římské během jeho údajného života a po něm.

## Život
Podle Caspara Herbera, prvního pamfletisty, který zapsal příběh Genipperteingy, se Christman Genipperteinga narodil v Körpenu (Kerpen), městě nedaleko Kolína nad Rýnem. Třináct let před popravou žil v zařízeném jeskynním komplexu poblíž Bernkastelu v zalesněném pohoří Fraßberg. Odtud měl jasný výhled na cesty vedoucí do a z Trevíru, Met, Thionville a Lucemburska. Genipperteinga se dopouštěl loupeží a ve své jeskyni ukrýval nekalé nabytý zisk. Dopustil se také masových vražd a vražd novorozenců, přičemž těla svých obětí údajně házel do důlní šachty propojené s jeho jeskynním komplexem.
Genipperteinga unesl mladou cestovatelku z Boppardu a zneužil ji jako sexuální otrokyni, zabil děti, které s ní zplodil, a jejich těla oběsil. Herberovo vyprávění obsahuje také verš připisovaný Genipperteingovi, který se zmiňuje o osudu jeho dětí:
```
„Tančete, drahé děti, tančete, protože Genipperteinga, váš otec, pro vás připravuje tanec.“
```

Genipperteingův pád nastal poté, co dovolil ženě, kterou zotročil, vstoupit do města Bernkastel, kde odhalila únoscův plán městským úředníkům. Nakonec vedla třicet ozbrojených mužů k zajetí Genipperteingy, kde našli obrovské množství vína, soleného masa, brnění, zbraní, mincí a dalších cenností. Hodnota kořisti se odhadovala na více než 70 000 guldenů.
Kroniky uvádějí, že si Genipperteinga vedl deník, ve kterém podrobně popisoval vraždy 964 lidí a také seznam kořisti, kterou od nich získal. Kromě těchto důkazů se k vraždám ochotně přiznal a dodal, že pokud dosáhne svého cíle tisíce obětí, bude „spokojen“.
17. června 1581 byl Christman Genipperteinga shledán vinným a odsouzen k trestu smrti mučením. Před smrtí údajně podstoupil devět dní mučení.